# Янич, Никола
Нико́ла Я́нич (черног. Никола Јањић / Nikola Janjić; род. 14 июля 2002, Никшич) — черногорский футболист, атакующий полузащитник клуба «Осиек» и сборной Черногории.

## Клубная карьера
Янич — воспитанник клубов «Андерба» и «Сутьеска». 18 февраля 2020 года в матче против «Зета» он дебютировал в чемпионате Черногории в составе последних. 2 декабря в поединке против «Рудара» Никола забил свой первый гол за «Сутьеску». В 2022 году он помог клубу выиграть чемпионат. Летом 2022 года Янич перешёл в хорватский «Осиек», подписав контракт на четыре года. 17 июля в матче против «Горицы» он дебютировал в чемпионате Хорватии. 

## Карьера в сборной
28 марта 2022 года в товарищеском матче против сборной Греции Янич дебютировал за сборную Черногории. 

## Достижения
Клубные
 «Сутьеска»
- Победитель чемпионата Черногории — 2021/2022